# Double Vision (Band)
Double Vision war ein spanisches Eurodance-Duo, bestehend aus der weiblichen Stimme Carol McCloskey und dem DJ Pedro Cervero. Der Stil des Projektes wechselte im Laufe der Jahre. Bekannt wurden sie aber durch eingängige Texte mit etwas härteren Technobeats.

## Biografie
Nachdem Double Vision bereits einige Erfolge in Spanien hatte, wurde die Single Knockin’ Ende 1995 auch in Deutschland veröffentlicht, wo sie bis in die Top 5 der Singlecharts stieg. In Österreich erreichte das Lied sogar Platz 1, in der Schweiz immerhin Platz 7.
Dieser Erfolg motivierte das Projekt im Frühjahr 1996, via S & F Entertainment eine weitere Single namens All Right zu veröffentlichen. Das Lied erreichte in Österreich Platz 4, schaffte in Deutschland allerdings nur Platz 36 und konnte nicht an den Erfolg des Vorgängers anknüpfen. Zur selben Zeit erschien das Album Unsafe Building, das auch nur eine geringe Resonanz erzielte. Danach folgte mit Alone Again Or … nur noch ein letzter kleinerer Hit in Österreich (Platz 25).

## Diskografie

### Alben
- 1996: Unsafe Building

### Singles
- 1993: Sara
- 1993: Honey Be Good
- 1993: Unsafe Building
- 1995: Knockin’
- 1996: All Right
- 1996: Alone Again Or …
- 1998: Money
- 1998: Knockin’ (Rmx 2000)
- 1999: Love Me Now
- 2012: Knockin’ 2012 (5 mp3-Files)

## Auszeichnungen für Musikverkäufe
| Goldene Schallplatte - Belgien - 1996: für die Single Knockin’ |

Anmerkung: Auszeichnungen in Ländern aus den Charttabellen bzw. Chartboxen sind in ebendiesen zu finden.
| Land/RegionAuszeichnungen für Musikverkäufe (Land/Region, Auszeichnungen, Verkäufe, Quellen) | Gold     | Platin  | Verkäufe | Quellen     |
| -------------------------------------------------------------------------------------------- | -------- | ------- | -------- | ----------- |
| Belgien (BRMA)                                                                               | Gold1    | —       | 25.000   | ultratop.be |
| Österreich (IFPI)                                                                            | Gold1    | Platin1 | 75.000   | ifpi.at     |
| Insgesamt                                                                                    | 2× Gold2 | Platin1 |          |             |